# Vermisporium verrucisporum
Vermisporium verrucisporum är en svampart som beskrevs av Nag Raj 1993. Vermisporium verrucisporum ingår i släktet Vermisporium, divisionen sporsäcksvampar och riket svampar.   Inga underarter finns listade i Catalogue of Life.